# Olin Chaddock Wilson
Olin Chaddock Wilson (n. 13 ianuarie 1909, California, SUA – d. 13 iulie 1994, West Lafayette⁠(d), Indiana, SUA) a fost un astronom american cunoscut pentru munca sa ca spectroscopist stelar. 
Wilson a fost fiul unui avocat. A arătat un interes pentru fizică la o vârstă fragedă. A studiat astronomia și fizica la Universitatea Berkeley din California și a scris prima sa lucrare științifică în anul 1932 despre viteza luminii. 
Wilson a fost membru al Observatorului Mount Wilson (nu este numit după Olin Wilson) pentru cea mai mare parte a carierei sale de cercetare, unde a studiat cromosferele stelare. El a fost primul om de știință care a descoperit cicluri de activitate, similare cu ciclul solar de 11 ani al petelor solare, la alte stele. În colaborare cu Vainu Bappu, un astronom indian, a arătat, de asemenea, că a existat o corelație între lățimea liniilor Ca II din spectrele stelare și luminozitatea stelei, efectul Wilson-Bappu. 
A câștigat medalia Bruce în anul 1984. 

## Legături externe
- National Academy of Sciences biography